# Хаджі Мухаммед Чамкані
Хаджі Мухаммед Чамкані (пушту حاجي محمد څمکنی; дарі حاجی محمد چمکنی; нар. 1947 — пом. 2012) — державний діяч Афганістану.

## Біографія
За походженням — пуштун з провінції Пактія. Син дрібного землевласника — його батько володів приблизно двома гектарами землі. Мав авторитет серед пуштунських племен, за правління короля Захір Шаха був депутатом Народної палати парламенту, потім — сенатором. Співробітничав з режимом Бабрака Кармаля, втановленим в Афганістані за допомогою Радянської армії, але при цьому не був членом Народно-демократичної партії Афганістану (НДПА). У січні 1986 року був призначений заступником голови Революційної ради (вищого органа державної влади країни), займав цей пост до травня 1988 року. В 1986–1988 роках — голова Центральної ради Вищої джирги племен (консультативного органу при міністерстві народностей і племен Афганістану).
У листопаді 1986 — вересні 1987 років, після відставки з посту голови Революційної ради Бабрака Кармаля, виконував його обов'язки. Відігравав номінальну роль при реальному лідері країни Наджибуллі, який потім офіційно очолив Афганістан. Також з 1987 року Чамкані був заступником голови президії Вищої надзвичайної ради з національного примирення в Афганістані. Призначення Чамкані було пов'язано із прагненням забезпечити лояльність пуштунських племен до режиму НДПА та, одночасно, скласти враження реального розподілу влади з безпартійними політиками. Однак ці завдання виконати не вдалось.
Залишив країну 1992 року після приходу до влади моджахедів.